# Gouinia paraguayensis
Gouinia paraguayensis là một loài thực vật có hoa trong họ Hòa thảo. Loài này được (Kuntze) Parodi mô tả khoa học đầu tiên năm 1934.